# Shadecraft
Shadecraft — серия комиксов, которую в 2021 году издавала компания Image Comics.

## Синопсис
Главной героиней является подросток Зейди Лу. Она сталкивается с ожившими тенями.

### Выпуски
| № | Дата выхода    | Оценка на Comic Book Roundup    | Предполагаемый объём продаж (первый месяц) |
| - | -------------- | ------------------------------- | ------------------------------------------ |
| 1 | 31 марта 2021  | 8,8 из 10 на основе 23 рецензий | н/д                                        |
| 2 | 28 апреля 2021 | 8,7 из 10 на основе 13 рецензий | н/д                                        |
| 3 | 26 мая 2021    | 8,8 из 10 на основе 9 рецензий  | н/д                                        |
| 4 | 23 июня 2021   | 9,1 из 10 на основе 7 рецензий  | 17 854, позиция в Северной Америке — 155   |
| 5 | 21 июля 2021   | 9,1 из 10 на основе 7 рецензий  | 13 457, позиция в Северной Америке — 179   |

### Сборники
| № | Тип обложки    | Дата выхода    | Собранный материал | Кол-во страниц | ISBN                       |
| - | -------------- | -------------- | ------------------ | -------------- | -------------------------- |
| 1 | Мягкая обложка | 17 ноября 2021 | Shadecraft #1-5    | 144            | 978-1534319820, 1534319824 |

## Отзывы
На сайте-агрегаторе рецензий Comic Book Roundup серия имеет оценку 8,9 из 10 на основе 59 отзывов. Саянтан Гайен из Comic Book Resources писал, что «благодаря Джо Хендерсону Shadecraft представляет собой хорошо продуманную историю». Патрик Кавано из ComicBook.com в рецензии на дебют отмечал, что «выпуск движется в настолько захватывающем темпе, что временами может даже дезориентировать [читателя]». Лира Хейл из The Mary Sue подчёркивала, что «проблемы, преследующие Зейди дома, бьют прямо в душу». Ронни Горэм из AIPT дал первому выпуску 9 баллов из 10 и посчитал, что одним из его плюсов являются разнообразные персонажи.

## Телевидение
Адаптацией комикса на экране будет заниматься компания Netflix.